# Фоа-Хока
Фоа-Хока (також Фоа Хока, Foa-Hoka) — український андеграундний музичний колектив, створений у 1991 році в Чернігові музикантами Дмитром Куровським і Владиславом Діхтяренком. Назва проєкту походить від екзотичного фрукту, чим підкреслюється незвичність і строкатість музики колективу.

## Історія
На самому початку 1991 року Дмитро Куровський, будучи студентом Харківського інституту мистецтв ім. І. П. Котляревського, перебував на канікулах у рідному Чернігові. Чернігові, де разом із гітаристом Владиславом Діхтяренком взявся за створення нових композицій, які фіксувалися на бобінний магнітофон в однокімнатній квартирі матері Дмитра. Народилися десять композицій, створених на саморобній драм-установці (піонерський барабан, бочка — зелений пластиковий таз, маленький дитячий тамбурин тощо), Куровський співав та грав на барабанах, Діхтяренко виконав партії на гітарі Musima de Luxe 25k 1970s + педаль Ltava Fuzz-Wah/Tremolo Soviet Guitar Effects Pedal USSR. Також Влад Діхтяренко придумав мінімалістську партію барабанів до композиції «Коноплє ся зеленєють», яку виконав на металевих кружечках. Так у 1991 році був створений перший альбом «Чіхуахуа» з доволі жорстким індустріальним звучанням та україномовними текстами.
Перші записи робилися на бобінний магнітофон Орбита-106-стерео та касетники Вильма-311-стерео, «Орель» та «Pioneer». Влад Діхтяренко також використовував  звуки радянської пральної машинки, а на альбомі «Сумні та Забуті Пісні» підміксована на іншій швидкості музика композитора Густава Малера.
Назву новому гурту музиканти дали на честь рослини, яку віднайшов у полінезійських хащах Тур Хеєрдал, і мала позначити екзотичність майбутнього бенду у звучанні та творчих пошуках.
У 1992 році побачив світ другий реліз бенду «Сумні та забуті пісні» із сильним акцентом на українську етніку.
Надалі в колекції Фоа Хока з'являються перші синтезатори: восьмибітний дитячий апарат Kamosonic F3A, синтезатор Форманта ЕМС-001, драм-машина Лель ПСР.

## Ранні роки. Співпраця з харківською «Новою сценою» і польським лейблом «Кока»
Перші альбоми Фоа Хока були записані у Чернігові і видані власними силами музикантів, але організація перших концертів проводилася за підтримки харківської «Нової сцени»- проєкту продюсера Сергія Мясоєдова, з яким Куровський був знайомий за участю в харківських гуртах Чічка-Дрічка, Гнида, Амеби та Казма-Казма.
У 1991 році рекрутську пісню «Коноплє ся зеленєють» в інді-фолк-рок обробці від Фоа Хока було записано на харківському радіо. Це була вже друга версія пісні Фоа Хока «Коноплє ся зеленєють», яку записали Євген Ходош (мандоліна), Євген Ніколаєвський (ударні) та Дмитро Куровський (вокал, флейта). Саме ця версія потрапила до компіляції «Underground from Ukraine! Новая Сцена. 14 bands from Kiev & Kharkov», яку у 1993 році видав на компакт-диску німецький лейбл  What So Funny About Records.
1994 року до складу Фоа Хока долучився київський музикант Івана Москаленко (бас-гітара) відомий також як Dj Derbastler, учасник проєктів Shake HI-FI та Yarn, пізніше — муз. директора Torba party.
В цей час згадки про незвичний український бенд поширились серед польських поціновувачів українського авангарду. З ідеєю професійного запису альбому у Варшаві до Фоа Хока звернувся Володимир Наконечний.
Перший виданий за кордоном альбом Фоа Хока із назвою «Музика без хазяїна» вийшов в 1994 році на касеті на польському лейблі Koka Records, який активно займався видавництвом українських альбомів для західного слухача. Окрім Фоа Хока лейбл видавав альбоми гуртів Цукор — Біла смерть, Колезький Асессор, Ivanov-Down, Вій тощо.
Альбом «Музика без хазяїна» був створений у харківській «Stand Hair Studio» Євгена Ніколаєвського та чернігівській домашній студії гітариста, одного із засновників Фоа Хока — Владислава Діхтяренка. З необхідної апаратури в студії був ревербератор «Лель», мікрофон «МЛ-15» і навушники. Важливою складовою треків альбому є восьмибітний ритм-плейбек, який Дихтяренко створював у Чернігові на дитячому синтезаторі Kamosonic F3A. Він же і виконав основну частину гітарних партій із невеликим арсеналом радянських «примочок».

Альбом здобув визнання на Заході, що посприяло організації першого європейського турне Фоа Хока до Польщі та Німеччини за підтримки лейблів WSFA Records, Koka Records, а також культурного центру Fabrik e.V. в Потсдамі і Союзу українців у Польщі, запису лайв-касети та продовженню співпраці з Koka records. Великих зусиль задля організації імпрез доклав продюсер Сергій Мясоєдов, він також виступав у якості звукорежисера на концертах у Польщі та Німеччині.

Обкладинка альбому Фоа Хока «Не-відомість», вид. Koka Records (Польща, 1996 р.)

Під час двотижневого Ukrainian Gift Tour`94 Фоа Хока завітали до трьох польських і шести німецьких клубів. Публіка по-різному зустрічала український андеграундний бенд (в маленьких польських містечках відчувалася напруга, під час концерту в містечку Отвоцк мало місце заворушення через антиукраїнські настрої). Варшавський виступ зафільмували для TV-1. Також у Польщі в 1994 р. було знято перший кліп на трек «Діа-Діаба».
У тому ж році Фоа Хока бере участь у фестивалі «Альтернатива» (Львів), а в 1995 виступають там вже як почесні гості.
У 1996 році на Koka Records виходить касета з альбомом Фоа Хока «Не-відомість», а у 1998 році побачив світ і компакт-диск.
Касети і диски стали відомими далеко за межами Європи. Приклад тому пропозиція від  американського кінорежисера Дмитра Розіна використати музику Фоа Хока у короткометражному фільмі за мотивами творів І. Буніна та Ф. Сологуба. Фільм здобув відзнаку на «Long Island Film Festival».

Запис «Не-відомості» і співпрацю з Тадеушем Судніком (співзасновник «КОКА») Куровський згадує так:
У нас бекграунд був на касетці. Суднік «припух»! Здивувався — чому ми не взяли той «дитячий» синтюк Kamosonic... У Вані — «Музіма» потерта, у Кокона— «Діамант» позичений. Сказав, що таких слабеньких сигналів з гітар ніколи не чув. Це був 96 рік. Їжі особливо не було ніякої. Влодек постачав булки, трохи сиру та цигарки. Часу для запису було небагато. Уночі записували партії. Врешті ми Судника дістали і той на деякий час виставив нас зі студії, бо хотів побути сам.

Афіша-флаєр концерту Фоа Хока та Kinsky (Клуб «Studio KINO», Бялосток, Польща) 1996 рік.

Звучання Фоа Хока 90-х років базувалось на «музиці міста» — індустріальній поліфонії, поєднаній з емоційним співом та фольклорними традиціями. Дмитро Куровський, Влад Діхтяренко та Іван Москаленко використовували шумові психоделічні ефекти, різноманітні сампли та восьмибітний «гіпнотичний» ритм-плейбек.

Від самого початку існування бенду слухачів дивувала сюрреалістична поезія Дмитра Куровського, виконана в манері шаманських мантр або первородних вигуків у якості емоційних акцентів та фонетичних рефлексій. Володимир Наконечний (співзасновник «КОКА») згадував про співпрацю з Дмитром та Фоа Хока під час запису другого альбому:
Про «Фоа Хока» я дізнався завдяки Сергію М'ясоєдову з харківської «Нової сцени». Заскочив факт, що гурт аж з Чернігова і... україномовний! Але найсильніше враження зробили продумана концепція і неврастенічний вокал, природно вписаний у ритмічно-музичну основу. Відчувалась харизма «майстра церемонії» Дмитра Куровського. Мене заскочила і його відвертість на етнічні інспірації, що почув із демо-записів. Консеквенцією захоплення була спеціально організована під бенд сесія в експериментальній студії Польського радіо у Варшаві, з її легендою — Тадеушем Судником у ролі звукорежисера. Хлопці не мали можливості досі записуватись у так добре обладнаній студії та з хорошим звукорежисером; часу, зрештою, теж не мали багато... І так виник альбом «Не-відомість»
1996 року Мясоєдов організував другий тур Фоа Хока до Польщі та Німеччини (Існує запис виступу у Варшаві). Пізніше було організовано великий концерт у Харкові, де брали участь легендарні Laibach (Фоа Хока виступили на розігріві у всесвітньо відомого бенду). У тому ж 1996 році співпраця Фоа Хока з «Новою сценою» завершилася.
Концерти Фоа Хока відбулися у справді знакових місцях. Як, наприклад, легендарні берлінські клуби 90-х: Im Eimer, Ex’n’Pop, Die Sonne, українські фестивалі 90-х «Культ Модерна», «Альтернатива», «Новая Сцена» та «Восточный Експресс».

## Період Midi Free

### 1996—2002 рр.
Альтернативою для Дмитра та Влада стала самоорганізована музична студія у чернігівській однокімнатній панельній висотці по вул. Бєлова, назву якій придумав Іван Москаленко — «Midi Free studio».
З 1997 по 2000 рік в Midi Free studio, у співпраці з київським музикантом Віктором Пушкарем, були створені релізи: «Сезон Гуманізму», «Ви Забули Компас». За кілька років у Midi Free studio було зібрано колекцію музичної електроапаратури і бібліотеку авторських самплів, які використовувалися, окрім Фоа Хока, для багатьох проєктів.
Куровський та Діхтяренко співпрацювали з українськими музикантами: Віктор Пушкар, Олександр Кохановський aka Pankifared, Іван Москаленко aka Dj Derbastler, Євген Коноваленко ака J Digger, Сергій Дубровський aka Dubmasta, Олексій Мікрюков aka King Imagine, Олександр Рітсланд aka KLP521 42inc, Данило Євстратенко aka Dj Danilkin, Наталія Барась, Євген Столбов, Ольга Соколенко, Кирило Мачинський, Юрій Гірчак, Стас Колотов, Денис Баль.
З 1997 р. розпочинається співпраця Фоа Хока з артоб'єднанням «Sampled Pictures». Спільний творчий доробок із Sampled Pictures (О. Чорний, автор кліпів ВВ; Г. Хмарук) налічує понад два десятки експериментальних відеокліпів, які були представлені на різних міжнародних фестивалях (вПольщі, Німеччині, Франції, Росії та США).
У 2001 році Дмитро переїхав до Києва, де познайомився з багатьма культурними діячами та музикантами. Тут відбулось знайомство із Сергієм Дубровським ака Dubmasta, який у 1999 році заснував лейбл SKP Records. Співпраця Фоа Хока із цим київським лейблом триває з 2003 року.

### Альбоми Фон, Фонограм, Фонісімон (1998, 2000, 2018)
1998 року вийшов перший експериментальний реліз «ФОН» — ембієнтний магнітоальбом Фоа Хока, записаний у Чернігові на аналогових синтезаторах Дмитром Куровським та Владиславом Діхтяренком у 1998 році. Згідно з їхніми свідченнями:
1998 рік в історії Foa Hoka був періодом схильності її учасників до сеансів своєрідного самітництва у Midi Free studio віч-на-віч зі зграєю монструозних напівфункціонуючих зразків побічного виробництва підприємств ВПК радянської доби.
Альбом складається з актів (композицій) фіксації певних конфігурацій звукового простору як результату приборкання частково керованих або повністю самокерованих аналогових синтезаторів. Унікальність кожного акту полягає в неможливості відтворення їх наново через технічний стан цього арсеналу: процеси синтезу звуку при сталому положенні регуляторів набували змін та розвивалися непередбачувано, а після вимкнення та повторного включення апарати вже давали зовсім інший результат. Тому кожен акт являє собою звіт про кількагодинну експедицію в країну заблукалих електронів.
Починаючи з 1998 року та до кінця 2020 року композиції альбому «ФОН» поступово візуалізовувалися творчим об’єднанням Sampled Pictures як самостійні відеороботи, які неодноразово демонструвалися у програмах міжнародних фестивалів та виставок. 2020 року було змонтовано відео на останню композицію альбому й усі створені в різні роки роботи увійшли до експериментального фільму ФОН (FON). Також  наприкінці 2018 року Foa Hoka відзначили 20-річчя виходу в світ двох тематично пов'язаних альбомів «Fon» та «Fonogram» презентацією третьої частини цього циклу — мініальбому «Fonissimon». Мініальбом «Fonissimon» створювався протягом 2017 та 2018 років на основі селекту з архіву грувів, лупів та самплів, що видобувалися протягом 20 років із раритетних та сучасних апаратів із колекції Midi Free studio, та концептуально пов'язаних із первинними маршрутами, прокладеними у двох попередніх релізах.

### Альбом Індпошив (2002 р.)
Влітку 2002 року вийшов важливий для історії Фоа Хока альбом «Індпошив», перший офіційно виданий на українському лейблі Sale Records. За словами Куровського альбом являє собою «модерністський реквієм за споживацьким суспільством». Матеріал для альбому «Індпошив» був записаний у Midi Free studio та у Києві за участі Олександра Кохановського. Більшість композицій з альбому «Індпошив» є інструментальними і швидше нагадують саундтреки до науково-фантастичних фільмів. Музичний оглядач Олександр Євтушенко в книзі «Україна IN ROCK» заніс альбом «Індпошив» до переліку дисків, які змінили обличчя української рок-музики.

### 2002—2009 рр.
За 2002—2009 роки творчий діапазон Midi Free studio значно розширився. До музичної діяльності додалися художні та фото-, відеоексперименти. В той час в Midi Free studio були створені пів-десятка альбомів та десятки композицій, реміксів, різних за стилістикою. Із 2002 року «Фоа-Хока» оголосили себе відкритим колективом для будь-яких артистів, котрі виявили себе однодумцями з цим гуртом.
Влітку 2003 року відбувся виступ Фоа Хока на фестивалі Medusa у Польщі. На фестивалі Medusa виступив дует у складі Куровського та Дениса Баля. Цей концерт Foa Hoka, за спогадами Дмитра, вразив європейську публіку. Надалі Фоа Хока бере участь у фестивалях Brandshof у Гамбурзі та Fusion у Північній Німеччині. На цей раз у складі Дмитро Куровський та Олександр Кохановський aka Pankifared.
Наприкінці 2004 року Фоа Хока запросили виступити з концертом на віденському Serious Pop Summit. У залі віденської Academy of Fine Arts відбулася імпровізована виставка Дмитра.
На тому лайві Фоа Хока виступили у складі: Юлія Нірвеша (перформерка, діджей та дизайнерка), Іван Москаленко aka Derbastler та Дмитро Куровський. На фестивалі у Відні відбулися зустрічі із всесвітньовідомими діячами: Євген Гудзь (Gogol Bordello/Нью-Йорк), берлінцями Gebruder Teichmann, Fuzzy Love, Leopold Hurt, Karl Kilian aka FM Zombiemaus та іншими. У залі віденської Academy of Fine Arts відбулася імпровізована виставка Дмитра, поруч із фотовиставою учасників словенського проєкту Laibach.
Своєрідним підсумком початку нульових став реліз Фоа Хока «Worldwide Remixed». Цей подвійний компакт-диск видав український лейбл Sale Records у 2005 році. До першого диску увійшли ремікси музикантів з Одеси: Mextzina та Max Vega, з Києва: Dj Derbastler, Pankifared, Леонід Белей ака Leoveb, Dj Danilkin, Vzyal Soundsystem, Yozhyk, Dopes ov Air, з Берліна: Mamasweed, Gebruder Teichmann та Юрій Гуржі (RotFront, Mama Diaspora), з Відня: FM Zombiemaus, Dj Necto Lukas (Одеса — Москва). На цьому диску представлений широкий спектр музичних напрямків, від шансону та lo-fi до minimal techno, dub, abstract electronic.

Афіша фестивалю короткометражних фільмів у Бялостоку (Польща, 2010 р.) за участю Дмитра Куровського та його гурту Фоа Хока. Поєднання концертів, виставок та перфомансів стало характерною рисою творчості Куровського у другому десятилітті XXI ст.

До другого диску Фоа Хока «Worldwide Remixed» (SKP Records, 2006 р.) увійшли 7 відеокліпів київського творчого об'єднання Sampled Pictures (режисери Олег Чорний та Генадій Хмарук) із музикою Фоа Хока. Оформили цей подвійний компакт-диск дизайнери Сергій Дубровський та Олександр Духанін. На компакт-диску були представлені ауттейки музикантів із Києва, Берліна, Одеси та Відня.
У 2009 році був поновлений творчий союз Дмитра Куровського та Євгена Ходоша (лідер гурту Казма-Казма), до яких долучився саксофоніст і кларнетист Сергій Проценко. Розпочалася серія концертів Фоа Хока на польських фестивалях: "Krotkometrazowe Podroze Filmowe «Ukraina» (2010 р.), Tranzyt Festival (2011 р.), концерти Москві, Берліні та Києві. Музиканти займалися активною студійною діяльністю із відомим харківським музикантом та звукорежисером Сергієм Кондратьєвим (M'Art studio).
Ще один подвійний компакт-диск виходить на лейблі SKP Records у 2009 році. Це реліз Foa Hoka ‎– Tracks Off: The History Volume 2 1993—2009. На першому диску представлені архівні відео виступів бенду на фестивалях: «Альтернатива» Львів 1994, «Перлини Сезону» Київ 2000, «S.K.I.F. 11» Санкт-Петербург 2007, «Гогольфест» Київ 2008, а також відео концертів у Харкові, Варшаві, Штутгарті. Другий диск — це компіляція аудіотреків, створених за участі музикантів з Одеси, Києва, Чернігова та Вінниці. Починається Tracks Off космічними дабовий вібраціями Lo-Fi Kings Dub в розслабленій нью-диско манері. Схожа на марш несправних механічних іграшок — Freak Veteran Dub. Трек Dopeplates, насичений традиційним для цього ЕР мікронойзом, наділений великоваговим і монотонним бітом. Вінчає ж міні-альбом сюрреалістичний біг-біт Mental Implant. Всі елементи цієї роботи досить сюрреалістичні — все зшито з нарочито стирчать звукових клаптів у техніці колажу.
Аудіотреки з релізу надалі було викладено в мережу як безкоштовний реліз.
20-річчя гурт відмічав виступом на московському фестивалі інді-музики «Индюшата».

## Фоа Хока: Сучасність
На сьогодні шоуФоа Хока — це так званий «Hybrid Live & DJ Set», який є поєднанням музики та квазітеатрального дійства із графікою, живописом, асамбляжними і знайденими об’єктами. Видовище є послідовним продовженням творчої лінії вокаліста та лідера Фоа Хока Дмитра Куровського, який останніми роками зосередився в тому числі на візуальному мистецтві
Протягом 1998—2021 років тривав процес створення експериментального фільму «Фон» із музикою Фоа Хока. Режисери Олег Чорний та Генадій Хмарук (Sampled Pictures) створили відео-складову фільму та трейлер,  музику — Владислав Діхтяренко та Дмитро Куровський.
Участь у створенні фільму брали також Андрій Рижов (зведення звуку), Андрій Тартишніков (додаткові зйомки), Володимир Совяк-Круковський (оператор), Каріна Мозолевська (малюнки), Евгеній Казак (переклад), Сергій Дубровський (дизайн постеру), Віктор Приходько та студія PRO-TV, Андрій Коротаєвський, Михайло Павлов, Юрій Пісний, Студія TV+, Володимир Кузнєцов,  Наталія Климчук.

Порівнюючи технічні можливості минулого і сучасності Дмитро каже так:
Від початку 90-х інструментарій Фоа Хока змінився як у казці! В новому альбомі «Twist Of Luck» до гри стали легендарні муз-тех монстри: The Rouge Moog, Rhodes, Hammond, Korg MS 10, Akai MPC 2000, Polyvox, Ensoniq Mirage, «Маэстро», «Эстрадин-230», електроакустичні та духові інструменти. А на самому початку 90-х важливим було, аби гарно працював «бобінник» чи «касетник» .
У травні 2019 року на лейблі SKP Records побачив світ альбом Foa Hoka Meets Cybermonk «Music Du Monde Fou» (Музика Божевільного Світу). Це результат дворічної кропіткої роботи молодого чернігівського мультиінструменталіста Михайла Худенка aka Cybermonk та Дмитра Куровського. Невпинний музичний процес у Midi Free Studio перетворився на десятки плідних сесій та джемів, з використанням нових електронних пристроїв, архівної сампл бази студії Midi Free та музичних розробок Фоа Хока різних часів. До запису альбому було залучено кілька чернігівських та київських музикантів: етно-співачка Віра Ібрямова-Сиворакша, Анна Геллер, Валерія Матвієнко, Діма Сіліч із дуету «Flying Super Pension» та Сергія Дубровського ака Dubmasta.

### Citius Altius Fortius (2016—2018 рр.)
Своєрідним продовженням ремікс-альбому Worldwide Remixed став міжнародний ремікс альбом Flying Super Pension & Foa Hoka «Citius Altius Fortius Remixius», який побачив світ на лейблі SKP Records у листопаді 2018 року. Але на цей раз реміксували тільки один електро-краут трек «Citius Altius Fortius». Його створили влітку 2016 року чернігівський музикант Дмитро Сіліч (Flying Super Pension) та Дмитро Куровський. Із допомогою американки Terri Kenyon вдалося зібрати кошти в мережі Інтернет та залучити до співпраці берлінського звукоінженера Stefano Moretti (Clockbeat Studio), який долучився до фінального міксу композиції. Презентація треку відбулася на Громадському радіо і привернула увагу слухачів та музикантів. Тому історія мала продовження у 2018 році, був створений міжнародний ремікс альбом «Citius Altius Fortius Remixius», на якому представлені треки музикантів із Барселони, Києва, Берліна, Тернополя, Одеси, Чернігова.

### Релізи на Black Leather Records (2019 р. — наш час)
Влітку 2019 року Дмитро Куровський знайомиться із чернігівським музикантом електронщиком, діджеєм та продюсером Олександром Козирем ака Sasha Crime котрий познайомив митців із колумбійським лейблом Black Leather Records. Робота над музичним матеріалом тривала майже рік. Залучалися все нові й нові музиканти: саксофоніст Юрій Тарасов, учасниця проєкту «Pitch Patrol» Anna Heller, художниця та поетка Таня Богуславська, актриса Ольга Куровська. Музиканти створили новий матеріал у своїх домашніх Midi Free та Drill Bits studio. Завершили роботу над міксом із саундінженером Андрієм Мойсеєнком у студії HiGain Records.
Новий матеріал вирізнявся колоритом духових інструментів, потужними ритмічними структурами та барвистою палітрою самплів. Тексти у нових композиціях — це своєрідні ланцюжки темних та світлих асоціацій, які виконуються різними виконавцями українською, англійською, турецькою мовами. При створенні альбому використано більше ніж 50 синтезаторів та інструментів, драм машин, процесорів обробки.
Після плідної співпраці був створений танцювальний альбом Фоа Хока «Perpetual Approximation» (Вічне Наближення), котрий був виданий у жовтні 2020 року колумбійським лейблом Black Leather Records. Навесні 2020 року, у розпал карантину, з'явився кліп чернігівського режисера Віктора Онищенка на трек Ironic Distance.
12 лютого 2021 на колумбійському лейблі Black Leather Records вийшов альбом Foa Hoka «Unnamed Universe».

## Стиль
Творчі експерименти гурт розпочав з «музики міста» — індустріальної поліфонії, поєднаної з емоційно тихим співом, не без фольклорних традицій. Дмитро Кіровський, Влад Діхтяренко та Іван Москаленко використовували шумові і ритмічні інструменти, додавали психоделічні мотиви і трохи техно. 
Перші альбоми Фоа Хока — «Музика без хазяїна», «Невідомість», видані польським лейблом «Кока Рекордз»- то була чиста і безкомпромісна електронна альтернатива з парадоксальними текстами.
2002 року Фоа-Хока видали нігілістично-стьобовий альбом «Індпошив», що являв, за словами Куровського, «модерністський реквієм за споживацьким суспільством».
Надалі музика ставала складнішою і більш вишуканою, музиканти використовували цілу низку інструментів: флейту, скрипку, духові інструменти, бас-гітару, гітари, понад 50 синтезаторів тощо. У музиці міста тепер виразно простежувались: нова хвиля, колдвейв, техно, психоделічний ембіент, експериментальний рок. До музичної діяльності додалися художні та фото-, відеоексперименти.
Значну увагу Фоа Хока приділяли оновленню та ускладненню ранніх треків колективу.
Нинішні Фоа Хока — дуже еклектичний продукт. Їх майже неможливо приєднати до якогось музичного стилю чи напрямку. Команда створює композиції за допомогою багатого арсеналу самплів, аналогових синтезаторів, живих інструментів, психоделічних шумів, комп’ютерних та лайв-технік. Відповідно, шаманська електроніка вступає у дифузію з енергетикою та арсеналом групи, на гіпнотичні ритми накладаються сампли, ефекти, гітарні рифи та саксофон. Наступного моменту полотно обертається іронічною easy listening полькою та майже surf. Глибокий бас і вокодери ведуть до спейс-року та психоделії.
Також відома давня пристрасть Фоа Хока до таких музичних напрямків як dub, funk, ethno, psychofolk, new- and cold-wave, disco, techno. Вокал — це нетрадиційний спів — приворотні  мантри-замовляння, колажні вигуки та зойки в якості емоційного обрамлення та акцентування.
Журналіст Іван Шелехов влучно сказав, що Фоа Хока  –  це калейдоскопічна музична платформа, де знайшли своє місце абстрактна образність, психоделічний експеримент та сюрреалістична поезія.

## Список приміток та використаних джерел
1. 1 2 3 4  Колотов С. «Фоа-Хока» non-stop! // Чернігівські відомості. — 13 вересня 2002. — С.11
2. 1 2 3 4 5 6 7  Єжова Т. «Фоа-Хока» — урбаністичний ескапізм// День. - 2010. - №23/[ел.ресурс] - режим доступу: http://www.day.kiev.ua/uk/article/taym-aut/foa-hoka-urbanistichniy-eskapizm
3. 1 2 3 4 5  Венжик Е. Гости из андеграунда в «Бабуине» // Афиша. — № 28 (62). — 15 июля 2002. — С.30. - ел.ресурс: https://www.dsnews.ua/politics/art4734. - дата доступу: 27.03.2021
4. 1 2 3  Євтушенко О. Україна IN ROCK: статті та есеї. - К.: Грані-Т, 2011. - С. 145
5. 1 2  Хейердал, Тур. Пер. Л. Жданов (ред.). Фату-Хива. Нью-Йорк (1975), Москва (1980): "Мысль". Процитовано 28.02.2021.
6. 1 2 3 4 5 6  Дмитро Куровський у програмі "Меломан" (ведучій Тосенко Ю.). Телеканал Новий Чернігів. 7.11.2020. Процитовано 18.03.2021.
7. 1 2 3 4 5 6 7  Йоd - авторська серія інтернет-ефірів Олега Гнатіва для Kurs.if.ua. YouTube (Українська) . 23.07.2021. Процитовано 18.10.2021.
8. 1 2 3 4  Куликов, В. Фоа-Хока: аудиовизуальная мечта - Znaki.fm. znaki.fm (рос.). Процитовано 28 лютого 2021.{{cite web}}:  Обслуговування CS1: Сторінки з параметром url-status, але без параметра archive-url (посилання)
9. 1 2 3  Клінгенберг О. (13.04.2007). Так, SKIFи ми! «Фоа-Хока»: в декораціях Курьохіна (Українська) . ZN.ua. Процитовано 25.03.2021.
10. ↑  "Коноплє ся зеленєють" - запис 1991 року. Bandcamp.com. 10.12.1991. Процитовано 22.03.2021. {{cite web}}: |first= з пропущеним |last= (довідка)
11. 1 2 3 4 5  Ремарк М. Доисторический фрукт вырос на чужих землях // Харьковские губернские ведомости. — № 37. — октябрь 1994. — С.3
12. 1 2 3  10 знакових українських експериментальних електронщиків від 90-х до сьогодні (Українська) . 20.05.2021. Процитовано 21.05.2021. {{cite web}}: |first= з пропущеним |last= (довідка)
13. ↑  Foa Hoka "Sumni Ta Zabuti Pisni" (EP) 1992, by Dj Derbastler. Dj Derbastler. Процитовано 28 лютого 2021.
14. 1 2 3 4  Клочков, Олександр (18 січня 2019). Як український андеграунд захоплював Польщу. Володимир Наконечний про історію лейблу «Koka» (Українська) . Амнезія. Процитовано 28.02.2021.
15. 1 2 3 4 5 6 7  Гулюк С. Хто у домі хазяїн? Як у дев'яності роки відбувався український музичний ренесанс // Marie Claire Українське видання. — 18 березня 2021. — ел.ресурс: https://marieclaire.ua/lifestyle/hto-u-domi-hazyayin-yak-u-dev-yanosti-roki-vidbuvavsya-ukrayinskij-muzichnij-renesans/. - дата доступу: 20.03.2021
16. ↑  Мохом Мохом проросло: Музичні спогади про 70-90-ті.  (Українська) . 2020.  Подія сталася на 1:10:09. Urban Space Radio. {{cite episode}}: Зовнішнє посилання в |episodelink= (довідка); |access-date= вимагає |url= (довідка); Cite має пусті невідомі параметри: |began=, |city= та |ended= (довідка); Перевірте значення |episodelink= (довідка); Пропущений або порожній |series= (довідка)
17. ↑  Пізніше композиції з перших релізів потраплять до офіційних альбомів та збірок видавництва Koka Records
18. ↑  Мясоедов С. Новая сцена: Программа культурного Центра "Новая сцена". - Харків: вид. Мангуст, 1992. - С.3. - ел.ресурс: https://archive.org/details/NovayaScena/page/n3/mode/2up. - дата доступу: 22.03.2021
19. ↑  Шерман, Дрозд (22.10.2018). Аудиокассеты в Украине: первые лейблы, пиратский самопал и большой бизнес (Російська) . Процитовано 28.02.2021.
20. 1 2  Клочков, Олександр (25.10.2019). Перші роки музичного андеграунду в Україні. Між архівами, локальним фольклором та звучанням сьогодні (Українська) . Creating ruin. Процитовано 28.02.2021.
21. 1 2  Кушнир, Александр (2003). 100 магнитоальбомов советского рока 1977-1991: 15 лет подпольной звукозаписи (Російська) . Издательство "АГРАФ". с. 177. Процитовано 28.02.2021.
22. ↑  Музыка из ниоткуда: андеграунд в Харькове, Украина. The Attic. 3.07.2018. Процитовано 22.03.2021.
23. ↑  Большие сердца, большие зрачки. Как проходили первые киевские рейвы «Torba Party». amnesia.in.ua. Процитовано 22 березня 2021.
24. ↑  Релізи лейблу КоКа. discogs.com. Процитовано 25.03.2021.
25. 1 2  Євтушенко О. Україна IN ROCK: статті та есеї / Олександр Євтушенко. — К.: Грані-Т, 2011. — С.30
26. ↑  Кліп Фоа Хока "Діа-Діаба" (1994). Youtube.com. Процитовано 23.03.2021.
27. ↑  Телевідеозапис фестивалю "Альтернатива" 1994, частина 2. Youtube.com. Процитовано 23.03.2021.
28. ↑  Дрозд Ш., Шешуряк Н. (16.08.2021). Герої інді-сцени 90-х на львівському фестивалі «Альтернатива». amnesia.in.ua (Українська) . Процитовано 18 жовтня 2021.
29. ↑  Телевідеозапис фестивалю Альтернатива-95. Youtube.com. Процитовано 23.03.2021.
30. 1 2  Євтушенко О. Український диск. Вибрана дискографія (альбом-каталог). - Київ, 2007. - С.205-206. - ел.ресурс: https://drive.google.com/file/d/0BwtplfoSblhdZkg4VkxVa0hudWc/view. - дата доступу: 27.03.2021
31. 1 2 3 4 5  Колаж фантазій // Сіверщина: Чернігівська обласна тижнева газета. - №30 (249). - 24 липня 1998 р. - С.5
32. ↑  Владислав Діхтяренко
33. ↑  Єжова, Т. (11.02.2010). «Фоа-Хока» — урбаністичний ескапізм (Українська) . День. - 2010. - №23. Процитовано 28.02.2021.
34. ↑  Євтушенко О. Музична «Атлантида» України // Рапорт про стан культури і НУо в Україні  / ред. Павєл Ляуфер. - Люблін, вид. "Episteme", 2012. -  С. 167-176. - ел.ресурс: https://issuu.com/warsztatykultury/docs/raportukrainakulturaenter. - дата доступу: 23.03.2021
35. 1 2  Десятерик Д. (03.08.2006). Вкус невозможного (Російська) . Газета "День". - №128. Процитовано 26.03.2021.
36. ↑  Foa Hoka - Live in Warsaw ( march 1996). Youtube.com. Процитовано 23.03.2021.
37. ↑  Іздрик, Юрко (10.10.1998). Про рейв и драйв (Українська) . День. - №215. - С.2. Процитовано 28.01.2021.
38. 1 2 3 4  Требуня, Влад (22.08.2015). Дмитро Куровський: «Попереду довгі роки боротьби  за розвинену та цивілізовану країну». Галицький Кореспондент. Процитовано 28.02.2021.
39. ↑  Foa Hoka "Vy Zabuly Kompass" (LP) 2000, by Dj Derbastler. Dj Derbastler. Процитовано 28 лютого 2021.
40. 1 2 3  Персоналії: Чорний Олег. Національна спілка кінематографістів України. Процитовано 19.03.2021.
41. ↑  Войтенко, В. (10.11.1998). Монументы станут персонажами (Російська) . Газета "День". Процитовано 28.02.2021.
42. ↑  «Психоделічне» мистецтво представили у галереї «Дзига» (фото) (укр.). Процитовано 28 лютого 2021.
43. ↑  Foa Hoka videos produced by Sampled Pictures creative unit. Foa Hoka (англ.). 11 березня 2012. Процитовано 28 лютого 2021.
44. 1 2  Fon / Fonogram / Fonissimon, by Foa Hoka. SKP Records. Процитовано 24 березня 2021.
45. ↑  Венжик Е. Индивидуальный «lounge» от Foa Hoka // Афиша. — № 27 (67). — 10-16 июля 2002. — С.32
46. ↑  Венжик Е. Индивидуальный «lounge» от Foa Hoka // Афиша. — № 27 (67). — 10-16 июля 2002. — С.68 (продовження статті)
47. ↑  Foa Hoka Индпошив (Російська) . Музыкальная газета. - №3. - 2003. 23.01.2003. Процитовано 19.03.21.
48. ↑  Євтушенко О. Україна IN ROCK: статті та есеї / Олександр Євтушенко. — К.: Грані-Т, 2011. — С.239
49. ↑  Фисун В. Странные танцы: Важнейшим из медиа-искусств для нас являются вечеринки // Афиша. — 20-26 декабря 2005. — С.18
50. ↑  Клингенберг О. Муза-медуза // Молоко. — № 10 (31). — октябрь 2003. — С.51
51. ↑  Телевізійний огляд фестивалю Serious Pop Summit 4 (Відео) (Німецька) . телеканал 3sat (Австрія). Процитовано 28.02.2021. {{cite web}}: |first= з пропущеним |last= (довідка)
52. ↑  Мохом Мохом проросло: Музичні спогади про 70-90-ті. "Що вбило український рок?" (Українська) . 2020.  На 5:50 - 6:07 хвилині. Urban Space Radio. {{cite episode}}: Зовнішнє посилання в |episodelink= (довідка); |access-date= вимагає |url= (довідка); Cite має пусті невідомі параметри: |began=, |city= та |ended= (довідка); Перевірте значення |episodelink= (довідка)
53. ↑  Отечественная формация Foa Hoka во главе с Дмитрием Куровским самозабвенно возделывает не всегда плодородные земли украинского инди при помощи неиссякаемого энтузиазма и хорошего вкуса. Znaki.fm. 11.02.2010. Архів оригіналу за 21 вересня 2010. Процитовано 24.03.2021. [Архівовано 2010-09-21 у Wayback Machine.]
54. ↑  Тосенко Ю. (авт.), Пронін М. (оператор) (11.10.2020). Дмитро Куровський презентував нове виставкове шоу «Утопія братерства». Телеканал "Новий Чернігів" (Українська) . Процитовано 14.03.21.
55. ↑  Требуня, Влад (04.08.2014). Дмитро КУРОВСЬКИЙ: «Світ для мене залишається цікавим і надалі» (Українська) . Галицький кореспондент. Процитовано 28.02.2021.
56. ↑  Дмитро Куровський презентував нове виставкове шоу «Утопія братерства» • Новий Чернігів. Новий Чернігів (укр.). 11 жовтня 2020. Процитовано 28 лютого 2021.
57. ↑  Перший трейлер фільму ФОН. vimeo.com. 01.2021. Процитовано 25.03.2021.
58. ↑  Офіційний сайт Фоа Хока: Стрічка новин. Процитовано 27.03.2021.
59. ↑  Music Du Monde Fou, by Foa Hoka Meets Cybermonk. SKP Records. Процитовано 28 лютого 2021.
60. ↑  Citius Altius Fortius Remixius by Foa Hoka & Flying Super Pension (брит.), процитовано 13 березня 2021
61. 1 2  Сиваш В. Транквилизаторный грув (Російська) . Аристократи: Radio & Podcasts. Процитовано 20.03.2021.
62. ↑  Citius Altius Fortius Remixius, by Flying Super Pension & Foa Hoka. SKP Records. Процитовано 28 лютого 2021.
63. ↑  Citius Altius Fortius (Gebruder Teichmann Remix). Youtube.com. Процитовано 27.03.2021.
64. ↑  Sasha Crime AKA The Crime, JustRock — український електронний продюсер, музикант, діджей, переможець ремікс контесту від OMGITMTV, випускає релізи на відомих рекорд лейблах по всьому світу (USA, Canada, France, Italy, England, Columbia), а його музика лунає на таких майданчиках Lollapalooza, Creamfields, Pitchfork, співпрацював с такими зірками як Bassnectar, Cyberpunkers, David Carretta, T. Raumschmiere, South Central, The Hacker та ін.
65. 1 2  Radio Aristocrats. "Сиваш даёт послушать". ефір від 22.10.2020.  На 29:35-30:02 хвилині. Процитовано 20.03.2021. {{cite episode}}: Cite має пусті невідомі параметри: |began=, |city= та |ended= (довідка)
66. ↑  Perpetual Approximation, by Foa Hoka. Black Leather Records. Процитовано 28 лютого 2021.
67. ↑  Колумбійський лейбл видав новий альбом чернігівської формації «Фоа Хока» • Новий Чернігів. Новий Чернігів (укр.). 3 листопада 2020. Процитовано 13 березня 2021.
68. ↑  Колумбійський лейбл видав новий альбом чернігівської формації «Фоа Хока». ЧЕline | (рос.). 8 листопада 2020. Процитовано 13 березня 2021.
69. ↑  Foa Hoka - Ironic Distance (Official Video). 20.04.2020. Процитовано 28.02.2021.
70. ↑  Unnamed Universe, by Foa Hoka. Black Leather Records. Процитовано 24 березня 2021.
71. ↑  Сиваш В. (25.02.2021). Авторская программа "Сиваш дает послушать", отрезок 01:25-01:55. Radio Aristocrats. Процитовано 26.03.2021.